# Album
Trong âm nhạc, album, album ghi âm hay album thu âm, là một bộ sưu tập đoạn nhạc hay ca khúc được lưu hành trên cộng đồng thị trường. Cách phổ biến nhất là qua việc phát hành, còn các ca sĩ khác nhỏ hơn thường phân phát thẳng tới khán giả bằng cách bán album của họ ở các buổi biểu diễn trực tiếp hoặc ở trên mạng.
Những bài hát trong một album có mối liên hệ với nhau qua chủ đề, tâm trạng, hay âm thanh, và thậm chí có thể được điều chỉnh để bày tỏ một thông điệp duy nhất hay kể một câu chuyện. Một tập hợp những bài hát được coi là một album khi nó có chứa một danh sách bài hát. Một album có thể được phát hành trong một định dạng, như trên đĩa, hoặc trong nhiều định dạng, từ vật chất như CD, DVD nhạc, cassette và đĩa nhựa vinyl, tới kỹ thuật số như các file MP3 và AAC hay nhạc trực tuyến.
Cụm từ "album thu âm" bắt nguồn từ chuyện đĩa ghi âm 78 RPM Phonograph được giữ trong một quyển album hình. Bộ sưu tập đầu tiên được gọi là "album" là Nutcracker Suite của Tchaikovsky (Nga), phát hành vào tháng 4 năm 1909, gồm một bộ bốn đĩa bởi hãng thu âm Odeon Records. Nó được bán lẻ với giá 16 shilling - vào khoảng 56£ (56 pound) và 101 US$ (101 dollar Mỹ) theo tiền tệ năm 2005.
Vào năm 1948, Hãng thu âm Columbia sản xuất đĩa thu âm 12 inch, 33⅓ RPM làm từ nhựa vinyl, với thời gian chạy 23 phút mỗi mặt. Trong nhiều năm, chuẩn cho ngành âm nhạc là một album chứa 12 bài hát, bắt nguồn từ số tiền trả cho nhà soạn nhạc hoàng gia.
Theo truyền thống, một album có độ dài từ khoảng nửa tiếng tới 1 tiếng, dựa theo thể loại nhạc và hãng thu âm. Album nhạc pop của Mỹ dao động trong nửa tiếng; album nhạc pop của Anh có dài hơn, thường chứa 14 bài hát thay vì 11 hay 12; album nhạc jazz vẫn còn dài hơn; và album nhạc cổ điển là dài nhất.
Đĩa nhựa LP có 2 mặt, mỗi mặt chứa một nửa album. Nếu một album nhạc pop hay rock có các bài hát được phát hành riêng biệt làm đĩa đơn để bán, chúng thường được đặt tại các vị trí đặc biệt trên album. Trong quá khứ, nhiều đĩa đơn (như "Hey Jude" của Beatles) không xuất hiện trên album, nhưng các bài khác (như "Come Together" và "Something" của The Beatles) cũng là một phần của album hiện tại. Ngày nay nhiều album thương mại có 1 hoặc nhiều đĩa đơn được phát hành riêng biệt qua nhiều phương tiện: đài, TV hay Internet để quảng bá album. Album cũng được dùng để tổng hợp các bài như: đĩa đơn không có trong album, mặt B của đĩa đơn, hoặc các bản thu âm "demo" thử nghiệm chưa hoàn chỉnh.
Ngày nay, với việc đĩa nhựa không còn được sử dụng làm phương tiện chính để phát hành, cụm từ "album" vẫn có thể dùng cho bất kỳ bộ sưu tập bản thu âm nào, như trên đĩa CD, MiniDisc, cassette, và dạng kỹ thuật số hay album dạng MP3. Bìa cũng được coi là một phần không thể thiếu của album. Nhiều album có đi kèm với lời ghi chú và đề tặng cho biết thông tin phụ của đĩa nhạc, lời nhạc được in lại, hình ảnh của nghệ sĩ, hay hình ảnh bổ sung. Chúng thường nằm trong các sổ tay CD.
Vì dung lượng lớn của nhạc mới (đĩa CD thường chạy được 74 phút, về sau được mở rộng lên 80 phút) và không có phần "mặt" nào khác, vấn đề một album dài bao lâu rất đáng để tranh cãi, mặc dù hầu hết các album ngày nay đều ít nhất dài 30 phút. Thường thì album nhạc rock với một nhịp độ nhanh, như các album trong thể loại punk rock và thrash metal không công kích thì ngắn nhất, và sau đó tới album nhạc rock và pop thịnh hành; và sau đó tới album nhạc hip-hop là dài nhất. Theo quy định của Bảng xếp hạng Anh, một bản thu âm được coi là một "album" khi nó hoặc là có hơn 4 bài hoặc là dài hơn 25 phút. Đôi khi các album ngắn hơn được gọi là đĩa EP, viết tắt của extended play, "extended" (mở rộng) nghĩa là dài hơn một đĩa đơn nhưng ngắn hơn một đĩa LP (long play). Đôi khi cụm từ "mini-album" cũng được dùng.
Nếu một album trở nên quá dài để phù hợp với dạng này, nghệ sĩ của album có lẽ sẽ quyết định xem có phát hành album kép hay không (2 đĩa nhựa LP hoặc CD được đóng gói cùng nhau trong một hộp), hoặc là album tam (có 3 đĩa nhựa hoặc 3 đĩa CD đi cùng nhau).